# 데브레첸
데브레첸(헝가리어: Debrecen, 루마니아어: Debreţin 데브레친[*], 슬로바키아어: Debrecín 데브레친, 폴란드어: Debreczyn 데브레친[*])은 헝가리의 도시로 인구는 2002년 현재 20만 7308명이다. 허이두비허르 주의 주도이며 부다페스트에 이은 헝가리 제2의 도시이다.

## 역사
1235년 문헌에서 '데브루준'(Debrezun)이라는 이름으로 등장했는데 이는 튀르크어족의 언어로 "좋은 토양"을 뜻하는 '데브레신'(debresin)에서 파생된 이름이다.
1361년 헝가리의 러요시 1세 국왕에 의해 도시 지위를 부여받았으며 1450년부터 1507년까지는 후녀디 가(Hunyadi)가 소유한 영지로 남아 있었다. 1541년부터 1693년까지 오스만 제국의 지배를 받던 동안에는 국경과 가까웠고 성이나 요새가 없었기 때문에 방어가 쉽지 않았고 한동안 폐허로 남아 있었다.
1693년 신성 로마 제국의 레오폴트 1세 황제에 의해 제국자유도시 지위를 부여받았다. 1715년에는 로마 가톨릭교회가 데브레첸으로 귀환했다. 1848년 헝가리 혁명 시기에는 헝가리의 수도 역할을 했다.
제1차 세계 대전 이후에 헝가리가 국토의 동부를 루마니아에 할양하면서 데브레첸은 헝가리 동부 국경에서 가까운 도시 가운데 하나가 되었다. 제2차 세계 대전 시기에는 도시의 대부분이 파괴되었다. 도시에 있던 건축물 가운데 70%는 파괴되었고 도시의 50%는 완전히 파괴되었다. 1944년 10월 데브레첸 전투 이후에 복구되었다.

## 인구
| 연도                                               | 인구    | ±%     |
| -------------------------------------------------- | ------- | ------ |
| 1870                                               | 45,132  | —      |
| 1880                                               | 50,320  | +11.5% |
| 1890                                               | 56,246  | +11.8% |
| 1900                                               | 73,878  | +31.3% |
| 1910                                               | 90,764  | +22.9% |
| 1920                                               | 101,543 | +11.9% |
| 1930                                               | 116,013 | +14.3% |
| 1941                                               | 124,148 | +7.0%  |
| 1949                                               | 115,399 | −7.0%  |
| 1960                                               | 134,930 | +16.9% |
| 1970                                               | 167,860 | +24.4% |
| 1980                                               | 198,195 | +18.1% |
| 1990                                               | 212,235 | +7.1%  |
| 2001                                               | 211,034 | −0.6%  |
| 2011                                               | 211,320 | +0.1%  |
| 2020                                               | 201,112 | −4.8%  |
| Census data for the present territory of Debrecen. |         |        |

## 기후
| 데브레첸의 기후                                                                      | 데브레첸의 기후 | 데브레첸의 기후 | 데브레첸의 기후 | 데브레첸의 기후 | 데브레첸의 기후 | 데브레첸의 기후 | 데브레첸의 기후 | 데브레첸의 기후 | 데브레첸의 기후 | 데브레첸의 기후 | 데브레첸의 기후 | 데브레첸의 기후 | 데브레첸의 기후 |
| 월                                                                                   | 1월             | 2월             | 3월             | 4월             | 5월             | 6월             | 7월             | 8월             | 9월             | 10월            | 11월            | 12월            | 연간            |
| ------------------------------------------------------------------------------------ | --------------- | --------------- | --------------- | --------------- | --------------- | --------------- | --------------- | --------------- | --------------- | --------------- | --------------- | --------------- | --------------- |
| 역대 최고 기온 °C (°F)                                                               | 15.4 (59.7)     | 19.1 (66.4)     | 26.4 (79.5)     | 33.6 (92.5)     | 33.4 (92.1)     | 37.4 (99.3)     | 38.7 (101.7)    | 39.2 (102.6)    | 36.4 (97.5)     | 29.5 (85.1)     | 25.5 (77.9)     | 17.4 (63.3)     | 39.2 (102.6)    |
| 일평균 최고 기온 °C (°F)                                                             | 2.3 (36.1)      | 5.0 (41.0)      | 10.9 (51.6)     | 17.7 (63.9)     | 22.5 (72.5)     | 26.0 (78.8)     | 27.8 (82.0)     | 28.1 (82.6)     | 22.6 (72.7)     | 16.6 (61.9)     | 9.8 (49.6)      | 3.2 (37.8)      | 16.0 (60.8)     |
| 일일 평균 기온 °C (°F)                                                               | −0.8 (30.6)     | 0.9 (33.6)      | 5.8 (42.4)      | 11.9 (53.4)     | 16.8 (62.2)     | 20.3 (68.5)     | 21.9 (71.4)     | 21.8 (71.2)     | 16.5 (61.7)     | 11.0 (51.8)     | 5.5 (41.9)      | 0.4 (32.7)      | 11.0 (51.8)     |
| 일평균 최저 기온 °C (°F)                                                             | −3.6 (25.5)     | −2.7 (27.1)     | 1.2 (34.2)      | 6.1 (43.0)      | 10.8 (51.4)     | 14.6 (58.3)     | 16.0 (60.8)     | 15.7 (60.3)     | 11.2 (52.2)     | 6.2 (43.2)      | 2.1 (35.8)      | −2.2 (28.0)     | 6.3 (43.3)      |
| 역대 최저 기온 °C (°F)                                                               | −30.2 (−22.4)   | −26.0 (−14.8)   | −17.8 (0.0)     | −7.1 (19.2)     | −3.0 (26.6)     | −0.4 (31.3)     | 5.2 (41.4)      | 2.7 (36.9)      | −2.9 (26.8)     | −14.9 (5.2)     | −19.0 (−2.2)    | −28.0 (−18.4)   | −30.2 (−22.4)   |
| 평균 강수량 mm (인치)                                                                | 24.3 (0.96)     | 32.2 (1.27)     | 30.0 (1.18)     | 45.1 (1.78)     | 59.3 (2.33)     | 66.8 (2.63)     | 67.7 (2.67)     | 46.4 (1.83)     | 47.3 (1.86)     | 41.1 (1.62)     | 40.5 (1.59)     | 42.0 (1.65)     | 542.7 (21.37)   |
| 평균 강수일수 (≥ 1.0 mm)                                                             | 6.1             | 6.6             | 6.1             | 6.8             | 8.4             | 8.2             | 7.6             | 6.0             | 6.6             | 6.2             | 6.9             | 7.1             | 82.6            |
| 평균 상대 습도 (%)                                                                   | 84.4            | 78.8            | 68.6            | 62.2            | 65.1            | 66.5            | 65.9            | 64.2            | 69.7            | 77.0            | 83.7            | 85.5            | 72.6            |
| 평균 월간 일조시간                                                                   | 57.6            | 85.0            | 146.8           | 190.3           | 251.4           | 266.4           | 295.3           | 274.3           | 201.7           | 155.1           | 72.2            | 47.0            | 2,043.1         |
| 출처 1: 미국 해양대기청 (평년값: 1991년~2020년), 헝가리 기상청 (극값: 1901년~2022년) |                 |                 |                 |                 |                 |                 |                 |                 |                 |                 |                 |                 |                 |
| 출처 2: Ogimet (6월 극값)                                                            |                 |                 |                 |                 |                 |                 |                 |                 |                 |                 |                 |                 |                 |

## 자매 결연 도시
- 이탈리아 카톨리카
- 핀란드 위배스퀼래
- 리투아니아 클라이페다
- 폴란드 루블린
- 미국 뉴브런즈윅
- 루마니아 오라데아
- 독일 파더보른
- 이스라엘 리숀레지온
- 포르투갈 세투발
- 러시아 상트페테르부르크
- 불가리아 슈멘
- 대만 타이둥 시
- 그리스 파트라

## 같이 보기
- 데브레첸 소시지